# Lorenzo Fluxá
Lorenzo James Fluxá Cross (Palma de Mallorca, España; 23 de noviembre de 2004), más conocido como Lorenzo Fluxá Jr. o simplemente Lorenzo Fluxá, es un piloto de automovilismo hispano-británico. Fue subcampeón del Campeonato de EAU de Fórmula 4 en 2020. Desde 2024 compite en la European Le Mans Series con el equipo COOL Racing, donde resultó tercero en la clase LMP2.
En 2023 disputó su segunda temporada en la Fórmula Regional Europea con Prema Racing, y resultó cuarto en el campeonato de Medio Oriente. También disputó una ronda en la Eurofórmula Open con Team Motopark en 2024, logrando una victoria y tres podios.
Es el hermano mayor de los pilotos Lucas Fluxá (n. 2008), que compite en monoplazas, y de Luna Fluxá (n. 2010), que compite en karting y es miembro del Equipo Júnior de Mercedes.

## Trayectoria

### Inicios
Tras ganar el Campeonato de Baleares de Karting en 2016, Fluxá pasó al campeonato nacional y a competiciones internacionales durante el mismo año. Tras una temporada completa pilotando en las categorías Mini y Cadete, donde consiguió terminar cuarto en la general en su tierra, el español pasaría en 2018 al OK Junior, compitiendo en el Campeonato de Europa con Lennox y clasificándose para la final del Mundial. Terminó su carrera en el karting en 2019, después de haber competido en la clase OK Senior y tras perderse varios eventos debido a una lesión.
En 2020 hizo su debut en los monoplazas en el Campeonato de Fórmula 4 de los Emiratos Árabes Unidos con Xcel Motorsport. Ganó dos carreras y subió al podio once veces a lo largo de la temporada, siendo superado sólo por su compañero Francesco Pizzi, que ganó el título con 300 puntos frente a 274 de Fluxá. Ese año Fluxá también participó en el Campeonato de España de F4 con GRS. Logró la sexta plaza en la clasificación de pilotos, ayudando a su equipo a terminar cuarto en el campeonato de escuderías con 99 puntos frente a los 26 totales anotados por sus tres compañeros.

### F3 Asia y Fórmula Regional

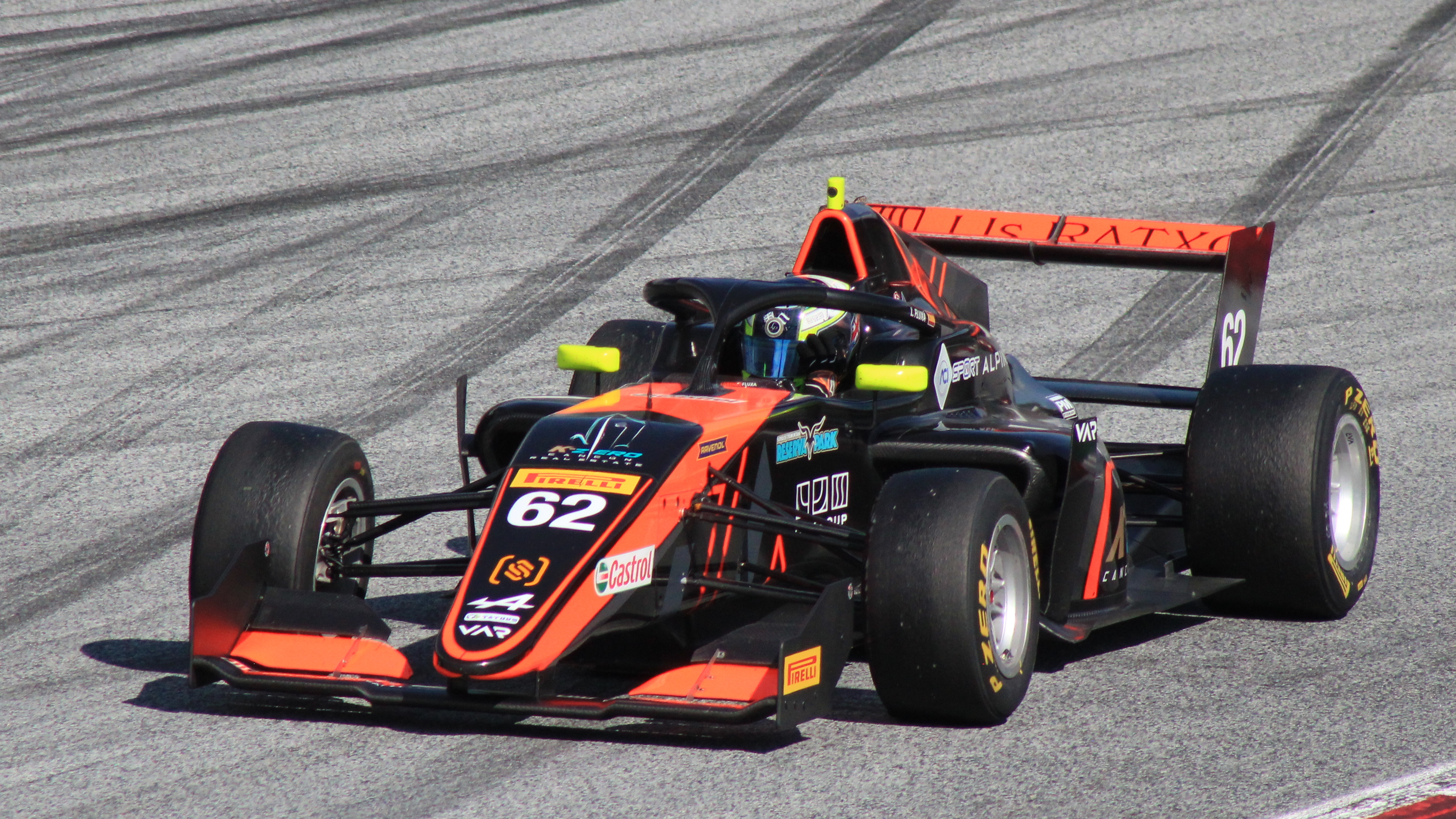
Fluxá en 2021 en el Red Bull Ring.

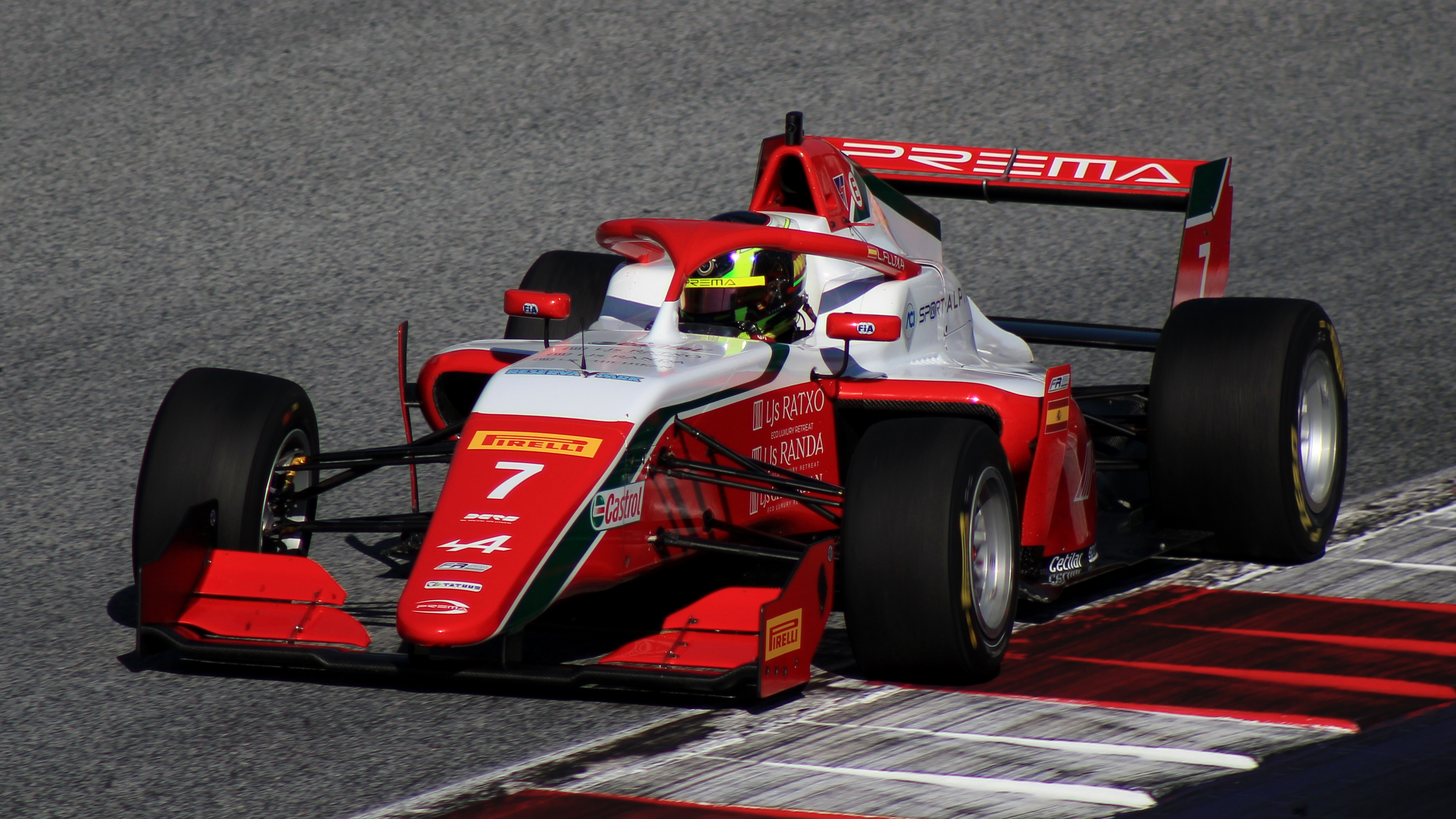
Fluxá en 2023 en el Red Bull Ring.

En 2021 participó en el Campeonato Asiático de F3 2021 para BlackArts Racing. Anotó 25 puntos y terminó 14º en la clasificación, tres posiciones por delante de su compañero Rafael Villagómez, pero también cinco puestos por detrás de su otro compañero de equipo a tiempo completo, Cem Bölükbaşı. En febrero de 2021 se anunció que Fluxá haría su debut en el Campeonato de Fórmula Regional Europea con Van Amersfoort Racing, junto con su rival por el título de F4 EAU, Francesco Pizzi y Mari Boya. Su mejor resultado en carrera acabaría siendo un duodécimo puesto en una carrera afectada por la lluvia en Bélgica. Terminó 25º en el campeonato, siendo el único piloto de Van Amersfoort que no sumó ningún punto.
A principios de 2022, Fluxá participó en el recién renombrado Campeonato de Fórmula Regional Asiática, pilotando para el R-ace GP. Tras haber conseguido un podio en la primera prueba, Fluxá acabó décimo en el campeonato. Para su campaña principal, Fluxá pasaría a R-ace GP, permaneciendo en la serie europea de Fórmula Regional. Su temporada comenzó fuerte, ya que consiguió su primer podio en la carrera inaugural de la temporada en Monza. Sin embargo, tras un incidente con su compañero de equipo Gabriel Bortoleto en la Carrera 2, el español tendría que esperar dos rondas hasta sumar sus siguientes puntos, un par de octavos puestos en Le Castellet. Siguieron más puntos en Spa-Francorchamps, donde logró terminar quinto, antes de conseguir dos puntos en las pruebas de Austria y España respectivamente. Terminó su temporada con otro quinto puesto, esta vez en Mugello, lo que supuso que Fluxá acabara duodécimo en la clasificación, detrás de sus compañeros Hadrien David y Bortoleto. A finales de septiembre de 2022, participó en el test de postemporada de FIA Fórmula 3 con Van Amersfoort Racing durante el segundo y tercer día. 
A principios de 2023, Fluxá participó en el Campeonato de Fórmula Regional de Medio Oriente con los Mumbai Falcons, logrando tres podios y terminando cuarto en la clasificación de pilotos. El español optó por permanecer en FRECA por tercera temporada consecutiva en 2023, pasando a Prema Racing para asociarse con Andrea Kimi Antonelli y Rafael Câmara. Habiendo obtenido el cuarto puesto en las primeras rondas, Fluxá lograría su mejor resultado en sus tres años en la categoría en Hungaroring, terminando segundo en la carrera 2. Siguieron más puntos en Spa y Mugello, antes de que Fluxá experimentara una ronda sin puntosen Le Castellet. Tras lograr algunos puntos más durante las siguitentes rondas, finalizaría séptimo el campeonato con 88 puntos.

### Resistencia y GT
En 2024, Fluxá se pasó a las carreras de resistencia, debutando en las Asian Le Mans Series a principios de 2024 con Cool Racing. También con los suizos firmó para competir en la European Le Mans Series, donde junto a Malthe Jakobsen y Ritomo Miyata en la clase LMP2, el español ayudaría a su equipo a ganar en la ronda inaugural de la temporada en Barcelona, donde tomó la delantera durante la primera hora, y en la ronda final de Algarve, lo que les sirvió para finalizar en la tercera plaza del campeonato. También disputó las 24 Horas de Le Mans con ellos, finalizando la prueba con un resultado bastante discreto tras un problema técnico que les hizo perder 8 vueltas. Paralelamente disputó con Motorpark la primera ronda de la Eurofórmula Open y 4 rondas del International GT Open.

## Resumen de carrera
| Temporada | Categoría                                       | Equipo                        | Carreras | Victorias | Poles | VR | Podios | Puntos | Pos. |
| --------- | ----------------------------------------------- | ----------------------------- | -------- | --------- | ----- | -- | ------ | ------ | ---- |
| 2020      | Campeonato de EAU de Fórmula 4                  | Xcel Motorsport               | 19       | 2         | 0     | 3  | 11     | 274    | 2.º  |
| 2020      | Campeonato de España de F4                      | Global Racing Service         | 21       | 0         | 0     | 0  | 1      | 99     | 6.º  |
| 2020      | Campeonato de Italia de Fórmula 4               | AKM Motorsport                | 3        | 0         | 0     | 0  | 0      | 0      | 31.º |
| 2021      | Campeonato de Fórmula Regional Europea          | Van Amersfoort Racing         | 19       | 0         | 0     | 0  | 0      | 0      | 25.º |
| 2021      | Campeonato Asiático de F3                       | BlackArts Racing              | 15       | 0         | 0     | 0  | 0      | 25     | 14.º |
| 2021      | 24H TCE Series - TCR                            | Baporo Motorsport             | 1        | 0         | 0     | 0  | 0      | 0      | NC   |
| 2022      | Campeonato de Fórmula Regional Asiática         | 3Y Technology by R-ace GP     | 15       | 0         | 0     | 0  | 1      | 64     | 10.º |
| 2022      | Campeonato de Fórmula Regional Europea          | R-ace GP                      | 20       | 0         | 0     | 0  | 1      | 51     | 12.º |
| 2023      | Campeonato de Fórmula Regional de Medio Oriente | Mumbai Falcons Racing Limited | 15       | 0         | 0     | 0  | 3      | 122    | 4.º  |
| 2023      | Campeonato de Fórmula Regional Europea          | Prema Racing                  | 20       | 0         | 0     | 0  | 1      | 88     | 7.º  |
| 2023-24   | Asian Le Mans Series - LMP2                     | Cool Racing                   | 3        | 0         | 0     | 0  | 0      | 1      | 19.º |
| 2024      | European Le Mans Series - LMP2                  | Cool Racing                   | 6        | 2         | 0     | 0  | 2      | 62     | 3º   |
| 2024      | Eurofórmula Open                                | Team Motopark                 | 3        | 1         | 0     | 1  | 3      | 59     | 9.º  |
| 2024      | International GT Open                           | Team Motopark                 | 7        | 0         | 0     | 0  | 0      | 27     | 16.º |
| Fuente:   |                                                 |                               |          |           |       |    |        |        |      |

## Resultados

### Campeonato de Fórmula Regional de Medio Oriente
(Clave) (negrita indica pole position) (cursiva indica vuelta rápida puntuable)

| Año  | Equipo                        | 1    | 1    | 1    | 2    | 2    | 2    | 3    | 3    | 3    | 4    | 4    | 4    | 5   | 5   | 5   | Pos. | Puntos |
| ---- | ----------------------------- | ---- | ---- | ---- | ---- | ---- | ---- | ---- | ---- | ---- | ---- | ---- | ---- | --- | --- | --- | ---- | ------ |
| 2023 | Mumbai Falcons Racing Limited | DUB1 | DUB1 | DUB1 | KUW1 | KUW1 | KUW1 | KUW2 | KUW2 | KUW2 | DUB2 | DUB2 | DUB2 | YMC | YMC | YMC | 4.º  | 122    |
| 2023 | Mumbai Falcons Racing Limited | 8    | 4    | 11   | Ret  | 12   | 4    | 5    | 3    | 3    | 8    | 2    | 5    | 4   | 5   | 11  | 4.º  | 122    |

### 24 Horas de Le Mans
| Año     | Equipo      | Copilotos                     | Automóvil       | Clase | Vueltas | Pos. | Pos. Clase |
| ------- | ----------- | ----------------------------- | --------------- | ----- | ------- | ---- | ---------- |
| 2024    | Cool Racing | Malthe Jakobsen Ritomo Miyata | Oreca 07-Gibson | LMP2  | 289     | 26.º | 12.º       |
| Fuente: |             |                               |                 |       |         |      |            |